# جشنواره بین‌المللی سینمای مستقل بوینس آیرس
جشنواره بین‌المللی سینمای مستقل بوینس آیرس (اسپانیایی: Buenos Aires Festival Internacional de Cine Independiente‎) جشنواره بین‌المللی فیلم‌های مستقل است که هر ساله در ماه آوریل در شهر بوینس آیرس، آرژانتین برگزار می‌شود.
این جشنواره توسط وزارت فرهنگ دولت شهر بوینس آیرس اداره می‌شود.